# 福山トライアスロン協会
一般社団法人福山トライアスロン協会（ふくやまトライアスロンきょうかい、英: Fukuyama Triathlon Association, 略称：FTA）は、広島県福山市におけるトライアスロンの大会を運営する団体。
 広島県福山市内の広告制作会社アルファルーク株式会社、現インディゴグループ代表 渡邊大介の企画・発案により若手有志を中心に福山市内でトライアスロン大会を開催するために組織されたのが始まり。
その動きに賛同した市内企業経営者が理事として参加し一般社団法人として組織化。理事長は天野肇。

## 歴史
- 2016年1月20日に福山市内において第一回理事会を開催。同日、キックオフパティーを開催した。
- 2016年7月7日当初予定していた第一回目の大会、「福山トライアスロン2016」の開催延期を発表。[1][2]
- 2017年2月20日に福山市内において「ローズカップ 福山-鞆の浦トライアスロン2017」の開催を発表[3]

## 役員
| 役職     | 名前     | 肩書                                          |
| -------- | -------- | --------------------------------------------- |
| 理事長   | 天野肇   | 公益財団法人天野スポーツ振興財団 理事長       |
| 専務理事 | 村上正高 | 株式会社鞆スコレ・コーポレーション 代表取締役 |
| 常務理事 | 横藤田晋 | 株式会社伸友 代表取締役                       |
| 理事     | 貝原潤司 | カイハラ株式会社 代表取締役副会長             |
| 理事     | 柿原博樹 | 有限会社柿原銘板製作所 代表取締役             |
| 理事     | 佐藤卓己 | 株式会社サンエス 代表取締役社長               |
| 理事     | 菅田博文 | テラル株式会社 代表取締役                     |
| 理事     | 内海由子 | 光和物産株式会社 監査役                       |
| 理事     | 宇根智久 | アマノ企業株式会社 代表取締役                 |
| 理事     | 山本勝政 | 広島県トライアスロン協会 理事                 |
| 理事     | 宇田泰稔 | 広島県トライアスロン協会 理事                 |
| 理事     | 渡邊大介 | インディゴグループ合同会社 代表社員           |
| 監事     | 小林宏明 | 日東製網株式会社 代表取締役社長               |
| 監事     | 細羽雅之 | 株式会社サンクレア 代表取締役社長             |

## 主催大会
- ローズカップ 福山 - 鞆の浦トライアスロン 2017（開催予定日 2017年6月4日）[3]